# Siliculidae
Famille
Genres de rang inférieur
- Silicula

Siliculidae est une famille de mollusques bivalves.

## Liste des genres
Selon NCBI (4 nov. 2011) et  ITIS (4 nov. 2011), cette famille ne contiendrait qu'un seul genre :
- genre Silicula Jeffreys, 1879